# マッシーノ・ヴィスコンティ
マッシーノ・ヴィスコンティ（伊: Massino Visconti）は、イタリア共和国ピエモンテ州ノヴァーラ県にある、人口約1,100人の基礎自治体（コムーネ）。

## 地理

### 位置・広がり
| 隣接するコムーネは以下の通り。括弧内のVBはヴェルバーノ・クジオ・オッソラ県所属を示す。 - アルメーノ - ブロヴェッロ＝カルプニーノ (VB) - レーザ - ネッビウーノ |

## 行政

### 分離集落
マッシーノ・ヴィスコンティには、以下の分離集落（フラツィオーネ）がある。
- Monte, San Salvatore